# Parachiton subantarcticus
Parachiton subantarcticus är en blötdjursart som beskrevs av Tom Iredale och Hull 1930. Parachiton subantarcticus ingår i släktet Parachiton och familjen Leptochitonidae. Inga underarter finns listade i Catalogue of Life.